# 布布兰克

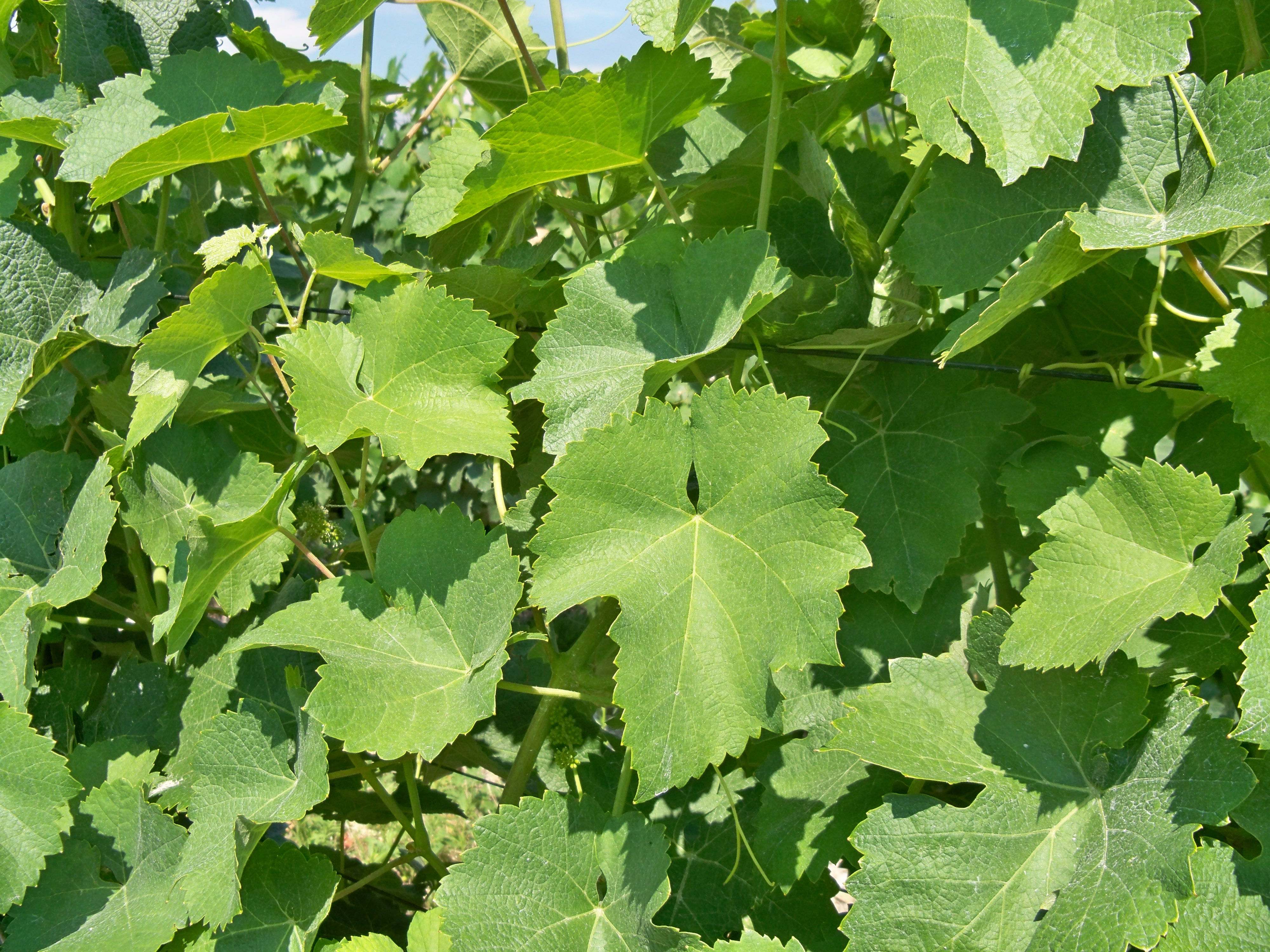
布布兰克葡萄藤叶

布布兰克是一种主要生长在法国南部的白葡萄品种。该品种产于罗纳河谷、普罗旺斯和朗格多克地区。 也有人提出布布兰克起源于希腊，曾被称为“Asprokondoura”。
布布兰克是一种晚熟的葡萄品种，葡萄茎叶串联紧密，在有些年会偶尔倾倒，腐烂。布布兰克葡萄酒具有良好的酸度、酒体、穿透力、柑橘香气，且夹杂着一丝烟熏味。然而，如果葡萄采摘过早，酒液尝起来就会变得寡淡，中性。 

截至2000年，共有800公顷（2000英亩）的布布兰克葡萄在法国种植。

## 葡萄酒
布布兰克这个葡萄品种在单酿葡萄酒很少见，但它却常见于许多产于法国南部产区的混酿葡萄酒中。在朗格多克-鲁西雍产区中的法国AOC法定产区La Clape中，布布兰克是其主要白葡萄品种。White La Clape 在酿造时必须至少含有40%的布布兰克葡萄。 

### 使用布布兰克葡萄酿造的法定产区（AOC)
可能包括该品种的法国法定产区AOC 包括：
- Bandol AOC
- Cassis AOC
- Châteauneuf-du-Pape AOC ，2004年开始种植1%的布布兰克葡萄 [5]
- Coteaux d'Aix-en-Provence AOC
- Côtes du Luberon AOC
- Côtes du Rhône AOC
- Côtes du Rhône-Villages AOC
- Côtes du Ventoux AOC
- Lirac AOC
- 塔维尔AOC
- Vacqueyras AOC

## 历史
布布兰克已经在法国南部种植了几个世纪，并被认为起源于希腊。法国的葡萄园面积在 1970 年代减少了大约一半，在 1980 年代再次翻了一番，而布尔博朗在朗格多克的受欢迎程度增加了。 